# Carpospiza
Carpospiza is een geslacht van zangvogels uit de familie mussen (Passeridae). Er is één soort:
- Carpospiza brachydactyla – Bleke rotsmus